# Бойниці
Бо́йниці (словац. Bojnice, нім. Weinitz, угор. Bajmóc) — місто в Тренчинському краї, західна Словаччина, що розміщене біля підніжжя гір Стражовске Врхи. Населення близько 5 тис. осіб.
У місті розташований великий бальнеологічний курорт, що функціонує з XVI століття. Відомий у всьому світі своїм «Замком з привидами» і одним з найбільших зоопарків Європи.
Місто Бойниці розташоване серед прекрасних лісистих гір на висоті 290 м над рівнем моря біля східного підніжжя гори Мала Магура, за 180 км на північ від Братислави.
У місті знаходиться один з найкрасивіших замків Словаччини, який часто називають Замком з привидами. Бойницький замок — національна пам'ятка культури Словаччини, побудований 1113 року. Колись він належав роду Палфі. Таємничі легенди і романтичні історії пов'язані з цим замком. Його оточує парк з могутніми деревами. До парку примикають ботанічний сад, зоопарк і печера замку.
Курорт працює цілий рік, температура води 25-47 °С. Термальні сульфідні води 9 мінеральних джерел і сульфідний мул застосовуються для ванн. Клімат у Бойницях помірний континентальний, м'який, сухий.
Тут лікують захворювання нервової системи і рухового апарату.

## Історія
Замок Бойниці уперше згадують у 1113 році. Але є відомості, що вже 9-го століття на цьому місці був замок з глини а в 12 столітті його перебудували з каменю, заліза і дерева. З часів середньовіччя в замку функціонують водопровід і каналізація. Замком володіли Матуш Чак, родина Турзо, родина Палффі і нарешті Ян Батя. Самим знаменитим власником був Ян Франтішек Палффі. Він виявився останнім власником замку. У XIX ст. Ян ґрунтовно перебудував замок і прикрасив численні кімнати палацу в романтичному стилі. Причиною тому послужила його любов до французької графині. Однак та не вийшла за нього заміж. В результаті Ян ні на кому так і не одружився і не залишив нащадків. В ознаменування свого холостяцького життя він прикрасив терновим вінцем шпиль головної вежі замку. У цьому ж замку Яна і поховали в кам'яному саркофазі, з щілин якого в 1970-х роках почала просочуватися таємнича рідина, що не піддається хімічній експертизі. Після повернення в замок старовинних ікон, зібраних свого часу Яном, рідина перестала текти з щілин саркофага, але її сліди залишилися дотепер. За заповітом власника замок мав стати народним музеєм. В порушення волі покійного замок і його оздоблення, включаючи картини, меблі і зброя, розпродали по частинах. Після Другої світової війни в замок повернулося більше половини його раритетів. Музеєм замок став лише в 1950 році . У даний час там проходять екскурсії, відбуваються одруження і влаштовуються театральні вистави, засновані на легендах про привидів замку.

## Демографія
| Рік:            | 1994. | 2004.   | 2014.   | 2024.   |
| --------------- | ----- | ------- | ------- | ------- |
| Кількість осіб: | 4984  | 4996    | 4900    | 5073    |
| Різниця:        |       | +0,24 % | -1,92 % | +3,53 % |

| Рік:            | 2023. | 2024.   |
| --------------- | ----- | ------- |
| Кількість осіб: | 5013  | 5073    |
| Різниця:        |       | +1,19 % |

За даними перепису 2001 року, у місті було 5 006 мешканців, з яких 97,06 % словаки, 0,68 % чехи, 0,24 % німці.
Релігійний склад: 74,55 % католики, 19 % людей, які не мають релігійної приналежності і 2 % лютерани.